# Sala Consilina
Sala Consilina är en ort och kommun i provinsen Salerno i regionen Kampanien i Italien. Kommunen hade 12 636 invånare (2017).